# Eucyclops tsushimensis
Eucyclops tsushimensis – gatunek widłonoga z rodziny Cyclopidae, nazwa naukowa gatunku została po raz pierwszy opublikowana w 2001 roku przez japońskiego biologa Teruo Ishidę. 